# Нижнепристанской
Нижнепристанской — посёлок в Нижнетавдинском районе Тюменской области России. Входит в состав Миясского сельского поселения.
На 01.01.2024 год по данным похозяйственного учёта значится: 6 хозяйств, 10 зарегистрированных жителей.

## Название
Прежнее название — Нижняя Пристань.

## География
Посёлок находится на западе Тюменской области, в пределах юго-западной части Западно-Сибирской низменности, в зоне подтайги, на левом берегу реки Тавда, на расстоянии примерно 27 километров (по прямой) к северо-западу от села Нижняя Тавда, административного центра района.

### Климат
Климат резко континентальный с холодной продолжительной зимой и коротким тёплым летом. Средняя температура воздуха самого холодного месяца (января) — −18,6 °C (абсолютный минимум — −53 °C); самого тёплого месяца (июля) — 17,6 °C (абсолютный максимум — 38 °С). Безморозный период длится в среднем 111 дней. Среднегодовое количество атмосферных осадков составляет 300—400 мм, из которых 70 % выпадает в тёплый период. Продолжительность залегания снежного покрова составляет в среднем 156 дней.

## История
В 1918 г. на месте будущего поселения обосновался М. А. Войтель, уроженец Вены, попавший в Россию в Первую мировую войну. Через год поселился крестьянин И.Моисеев.
Образовался поселок в 1928 г. как лесоучасток объединения «Тура».

## Население
| 2010 |
| ---- |
| 9    |

### Национальный состав
Согласно результатам переписи 2002 года, в национальной структуре населения русские составляли 84 % из 13 чел.

## Инфраструктура
Личное подсобное хозяйство с зоной сельскохозяйственного использования, индивидуальная застройка усадебного типа.
В 1956 г. проживало 218 человек в 61 дворе, в 2007 г. — 11 человек в 5 хозяйствах.
Заготовка и переработка древесины шла до конца 1960-х годов.

## Транспорт
Автобусное сообщение с райцентром. Остановка общественного транспорта «Нижнепристанской».